# Andreas Ekberg

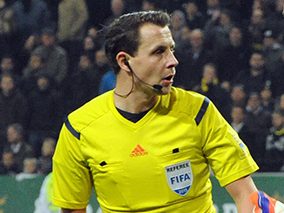
Andreas Ekberg (2015)

Lars Christian Andreas Ekberg (* 2. Januar 1985 in Malmö) ist ein schwedischer Fußballschiedsrichter. 

## Sportlicher Werdegang
Andreas Ekberg spielte in der Jugend Fußball beim Torns IF, entschied sich jedoch bereits in jungen Jahren zum Wechsel auf die Schiedsrichterposition. Zunächst parallel noch als Spieler aktiv, leitete er bereits im Alter von 16 Jahren Spiele im Erwachsenenbereich und brach mehrere Altersrekorde. Im August 2007 debütierte er im Alter von 22 Jahren als Schiedsrichter in der höchsten Spielklasse Allsvenskan, als er ursprünglich als Assistent beim Duell zwischen dem Göteborger Klub GAIS und Gefle IF aufgrund einer Verletzung des Hauptschiedsrichters Daniel Stålhammar in der zweiten Halbzeit die Spielleitung übernehmen musste.
Ekberg absolvierte eine Ausbildung zum Polizisten, ehe er hauptberuflicher Schiedsrichter wurde.
2009 rückte Ekberg offiziell zu den Schiedsrichtern der Allsvenskan auf, 2013 wurde er FIFA-Schiedsrichter. Im selben Jahr wurde er in Schweden im Rahmen der Fotbollsgalan als Schiedsrichter des Jahres ausgezeichnet. In den folgenden Jahren leitete er Spiele bei Jugendturnieren wie der U-17-Europameisterschaft 2014 oder der U-19-Europameisterschaft 2015, zudem kam er regelmäßig im Rahmen der UEFA Youth League zum Einsatz. Dort war er in der Spielzeit 2017/18 Schiedsrichter des Endspiels, in dem sich die Nachwuchsmannschaft des FC Barcelona gegen die FC-Chelsea-Jugend durchsetzte.
Seinen ersten Einsatz im Rahmen eines Wettbewerbs für A-Nationalmannschaften verbuchte Ekberg im Rahmen der UEFA Nations League 2018/19 mit der Leitung des Spiels zwischen Island und der Schweiz, das die „Nati“ im Oktober 2018 mit einem 2:1-Auswärtserfolg für sich entschied. Wenige Wochen später wurde er erneut als Schwedens Schiedsrichter des Jahres ausgezeichnet. Im Sommer des folgenden Jahres gehörte er zu den Spielleitern bei der U-21-Europameisterschaft 2019.
Ekberg leitete gemeinsam mit seinen Assistenten Mehmet Culum und Stefan Hallberg ein Spiel bei der Europameisterschaft 2021.
Bis zur ersten Hälfte der Saison 2024/25 zählte Ekberg zur Gruppe der UEFA-First-Category-Schiedsrichter, der zweithöchsten Schiedsrichter-Kategorie. 

## Einsätze bei der Fußball-Europameisterschaft 2021
| Phase        | Datum         | Spielort | Heimmannschaft | Gastmannschaft | Ergebnis  |
| ------------ | ------------- | -------- | -------------- | -------------- | --------- |
| Gruppenphase | 13. Juni 2021 | Bukarest | Österreich     | Nordmazedonien | 3:1 (1:1) |